# Túnel de Wienerwald
El túnel de Wienerwald (en alemán: Wienerwaldtunnel) es un túnel ferroviario de 13,35 kilómetros de longitud, cerca de Viena, en servicio desde el 9 de diciembre de 2012 que pasa por debajo de la parte norte de Wienerwald entre Gablitz y Mauerbach. Es parte de una nueva sección para una velocidad de 250 km/h entre Viena y St. Pölten, que forma parte del Ferrocarril Occidental (Austria).
Como parte del Westbahn, el corredor ferroviario más importante de Austria, la duplicación de la sección de Viena-St. Pölten permite dos nuevas vías en una alineación sin altas calificaciones y apto para altas velocidades, desviándose lejos al norte de la línea original. La mayor superestructura del proyecto es el túnel para cruzar las montañas Wienerwald.